# Андронов, Александр Александрович (младший)
Алекса́ндр Алекса́ндрович Андро́нов (род. 6 февраля 1938 года, Горький) — российский учёный-физик, специалист в области физики конденсированного состояния вещества и физики плазмы. Доктор физико-математических наук, член-корреспондент Российской академии наук с 30 мая 1997 года, заместитель директора ИФМ РАН с 1993 года. Сын академика АН СССР А. А. Андронова и Е. А. Леонтович-Андроновой.

## Биография
1960 год — окончание Горьковского государственного университета по специальности «радиофизика».
1963—1977 годы — работа в НИРФИ.
1977—1993 годы — работа в ИПФ РАН.
С 1993 года — работа в ИФМ РАН.
30 мая 1997 года — избрание в члены-корреспонденты Российской академии наук (отделение физических наук, секция общей физики и астрономии).
В настоящее время (конец 2009 года) — главный научный сотрудник в отделе физики сверхпроводников в Институте физики микроструктур Российской академии наук.

## Научная деятельность
Научные интересы А. А. Андронова лежат в области радиофизики и физики твёрдого тела.
Им написано около 100 публикаций в журналах, изобретены лазеры и мазеры на горячих дырках.

## Награды и премии
- Государственная премия СССР (1987)
- Заслуженный работник высшего профессионального образования
- Благодарность Президента Российской Федерации (26 февраля 2024 года) — за большой вклад в развитие отечественной науки, многолетнюю плодотворную деятельность и в связи с 300-летием со дня основания Российской академии наук[1]

## Членство в научных организациях
- Член-корреспондент РАН (1997)
- Член Американского физического общества